# Henri Quersin
Henri Louis Rémi Alexandre Théophile Quersin (ur. 26 czerwca 1863 w Esnes, zm. 24 października 1944 w Brukseli) – belgijski strzelec, medalista olimpijski.

## Kariera
Specjalizował się w strzelaniu do rzutków. Dwukrotny uczestnik igrzysk olimpijskich (IO 1920, IO 1924). Podczas igrzysk w Antwerpii zajął indywidualnie 7. miejsce w trapie, zaś w drużynie zdobył srebrny medal (skład reprezentacji: Albert Bosquet, Joseph Cogels, Émile Dupont, Henri Quersin, Louis Van Tilt, Edouard Feisinger). W Paryżu osiągnął 4. miejsce w zawodach drużynowych. Jego rezultat był najsłabszym wynikiem w zespole, przez co nie był liczony do punktacji drużyny. Prawdopodobnie był najstarszym uczestnikiem tych igrzysk (miał wówczas ukończone 61 lat).
Z zawodu prawnik. Był redaktorem czasopisma Chasse et Pêche.

## Wyniki

### Igrzyska olimpijskie
| Igrzyska       | Konkurencja     | Wynik                           | Miejsce | Źródło |
| -------------- | --------------- | ------------------------------- | ------- | ------ |
| Antwerpia 1920 | Trap            | 85 pkt.                         | 7       | [ 1 ]  |
| Antwerpia 1920 | Trap, drużynowo | 503 pkt. (druż.)                |         | [ 2 ]  |
| Paryż 1924     | Trap, drużynowo | 354 pkt. (druż.) 78 pkt. (ind.) | 4       | [ 3 ]  |